# 第二代阿伯康公爵詹姆斯·漢密爾頓
詹姆斯·漢密爾頓（英語：James Hamilton，1838年8月24日—1913年1月3日），第二代阿伯康公爵，1885年至1913年在位。

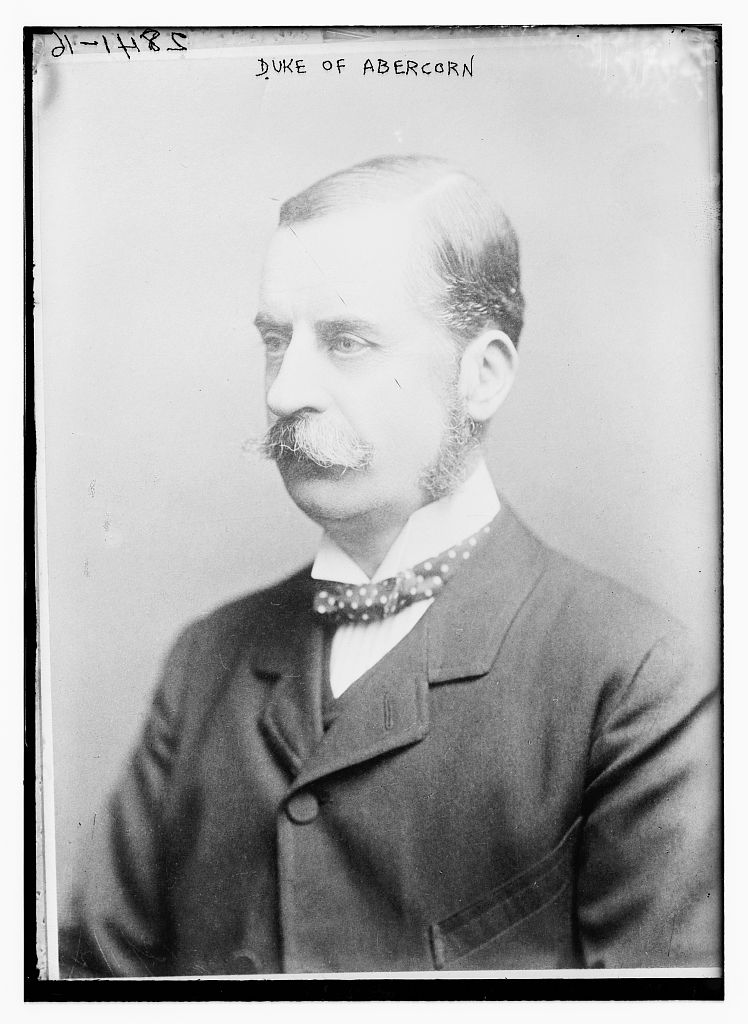
阿伯康公爵詹姆斯·漢密爾頓

他的父親是第一代公爵詹姆斯·漢密爾頓，母親是首相約翰·羅素同父異母的妹妹路易莎。

## 家庭
1869年，詹姆斯與瑪麗·科爾宗-何奧結婚，兩人共有3子2女：
1. 詹姆斯（1869年—1953年），第三代公爵
2. 亞歷珊德拉（1876年—1918年）
3. 格拉迪絲（1880年—1917年）
4. 亞瑟（英语：Lord Arthur Hamilton）（1883年—1914年）
5. 克勞德（英语：Lord Claud Hamilton (1889–1975)）（1889年—1975年）